# Eurytomidia dubia
Eurytomidia dubia är en stekelart som beskrevs av Masi 1917. Eurytomidia dubia ingår i släktet Eurytomidia och familjen kragglanssteklar.
Artens utbredningsområde är Seychellerna. Inga underarter finns listade i Catalogue of Life.